# 羅克波特 (肯塔基州)
羅克波特（英語：Rockport）是一個位於美國肯塔基州俄亥俄縣的城市。

## 地方資料
根據2020年美國人口普查的數據，羅克波特的面積為1.91平方千米，當中陸地面積為1.80平方千米，而水域面積為0.11平方千米。當地共有人口262人，而人口密度為每平方千米137.17人。